# Eliza Coupe
Eliza Kate Coupe (Plymouth 6 de abril de 1981) é uma atriz e comediante, mais conhecida por estrelar como Jane Kerkovich-Williams na série de comédia da ABC Happy Endings e como Denise "Jo" Mahoney no final duas sessões da comédia-drama Scrubs.

## Início da vida e carreira
Coupe nasceu e cresceu em Plymouth, Nova Hampshire. Ela tem dois irmãos, Sam e Thom. Coupe frequentou Plymouth Regional High School em sua cidade natal e se formou em 1999. Ela é de origem francesa.
Coupe formou na California Institute of the Arts (CalArts). Após a faculdade, Coupe estudou comédia de improvisação no The Groundlings e ImprovOlympic. 

De abril de 2011 a maio de 2013, Coupe estrelou na série de comédia da ABC Happy Endings ao lado de Elisha Cuthbert, Zachary Knighton, Adam Pally, Damon Wayans Jr. e Casey Wilson. Apesar aclamação da crítica e um culto seguinte, a série foi cancelada pela  ABC depois de concluir sua terceira temporada em 3 de Maio de 2013. Desde o cancelamento de  Happy Endings, Coupe desempenhou um papel recorrente na terceira temporada de House of Lies e estrelou ao lado de Jay Harrington na série de comédia da USA Network Benched, que estreou em 28 de outubro de 2014.